# Enfin des bonnes nouvelles
Pour plus de détails, voir Fiche technique et Distribution.
Enfin des bonnes nouvelles est une comédie française réalisée par Vincent Glenn, sortie en 2016.

## Fiche technique
- Titre : Enfin des bonnes nouvelles
- Réalisation : Vincent Glenn
- Scénario :  Vincent Glenn, Antoine Dumontet, Philippe Larue, Frédéric Riclet et Barbera Visser
- Musique : Fantazio, Tony Allen et Pierre Boscheron
- Montage : François Carlier
- Photographie : Nara Kéo Kosal
- Décors : Lucile Bossuet
- Costumes : Sabine Cayet, Marion Morice et Sandrine Gentil
- Producteur : Moïra Chappedelaine-Vautier
- Production : Coopérative Direction Humaine des Ressources
- Distribution : Coopérative Direction Humaine des Ressources
- Pays d'origine :  France
- Durée : 90 minutes
- Genre : comédie
- Dates de sortie :
  - France : 30 novembre 2016

## Distribution
- Dan Herzberg
- Nicolas Le Quang
- Julie de Bona
- Marlene Michel
- Vincent Glenn
- Frédéric Riclet
- Cylia Malki
- Pauline Moingeon Vallès
- Mariline Gourdon
- Augustin Jacob